# Oniferi
Oniféri is een gemeente in de Italiaanse provincie Nuoro (regio Sardinië) en telt 956 inwoners (31-12-2004). De oppervlakte bedraagt 35,62 km², de bevolkingsdichtheid is 27 inwoners per km².
De volgende frazioni maken deel uit van de gemeente: Sos Ermos.

## Geografie
De gemeente ligt op ongeveer 478 m boven zeeniveau.
Oniféri grenst aan de volgende gemeenten: Benetutti (SS), Bono (SS), Orani, Orotelli.
Aritzo · Atzara · Austis · Belvì · Birori · Bitti · Bolotana · Borore · Bortigali · Desulo · Dorgali · Dualchi · Fonni · Gadoni · Galtellì · Gavoi · Irgoli · Lei · Loculi · Lodine · Lodè · Lula · Macomer · Mamoiada · Meana Sardo · Noragugume · Nuoro · Oliena · Ollolai · Olzai · Onanì · Onifai · Oniferi · Orani · Orgosolo · Orosei · Orotelli · Ortueri · Orune · Osidda · Ottana · Ovodda · Posada · Sarule · Silanus · Sindia · Siniscola · Sorgono · Teti · Tiana · Tonara · Torpè
1. ↑  https://demo.istat.it/?l=it.